# Phyllanthus glochidioides
Phyllanthus glochidioides là một loài thực vật có hoa trong họ Diệp hạ châu. Loài này được Elmer miêu tả khoa học đầu tiên năm 1911.